# Diplodocimorpha
Clade
Diplodocimorpha est un clade éteint de dinosaures sauropodes, existant du Jurassique inférieur au Crétacé supérieur. 

## Présentation
Le groupe Diplodocimorpha comprend trois familles principales et quelques autres genres, Rebbachisauridae, Dicraeosauridae et Diplodocidae, les deux derniers formant les Flagellicaudata. Le nom a été utilisé pour la première fois par Calvo & Salgado (1995),, qui l'ont défini comme « Rebbachisaurus tessonei sp. nov., Diplodocidae, et tous les descendants de leur ancêtre commun. » Le groupe n'a pas été utilisé souvent, et a été synonymisé avec Diplodocoidea car les groupes ont souvent été reconnus pour avoir le même contenu. En 2005, Mike P. Taylor (en) et Darren Naish (en) ont revu la phylogénie et la taxonomie des Diplodocoidea et ont réalisé que Diplodocimorpha ne pouvait pas être synonyme de Diplodocoidea. En 2015, Emanuel Tschopp, Octavio Mateus et Roger Benson ont publié une phylogénie basée sur les spécimens sur les interrelations entre les Diplodocidae, et ont soutenu la séparation de Diplodocimorpha. L'Haplocanthosaurus s'est avéré être plus basal que les Rebbachisauridae, et donc en dehors de Diplodocimorpha, mais plus proche de Diplodocus que Saltasaurus, et donc avec les Diplodocoidea. Le cladogramme ci-dessous suit les conclusions de Tschopp et al.:
|  | Cathartesaura |
|  |               |
|  | Limaysaurus   |
|  |               |

|  | Nigersaurus   |
|  |               |
|  | Demandasaurus |
|  |               |

|  | Cathartesaura |
|  |               |
|  | Limaysaurus   |
|  |               |

|  | Nigersaurus   |
|  |               |
|  | Demandasaurus |
|  |               |

|  | Cathartesaura |
|  |               |
|  | Limaysaurus   |
|  |               |

|  | Nigersaurus   |
|  |               |
|  | Demandasaurus |
|  |               |

|  | Cathartesaura |
|  |               |
|  | Limaysaurus   |
|  |               |

|  | Nigersaurus   |
|  |               |
|  | Demandasaurus |
|  |               |

|  | Cathartesaura |
|  |               |
|  | Limaysaurus   |
|  |               |

|  | Nigersaurus   |
|  |               |
|  | Demandasaurus |
|  |               |

|  | Cathartesaura |
|  |               |
|  | Limaysaurus   |
|  |               |

|  | Nigersaurus   |
|  |               |
|  | Demandasaurus |
|  |               |

|  | Cathartesaura |
|  |               |
|  | Limaysaurus   |
|  |               |

|  | Nigersaurus   |
|  |               |
|  | Demandasaurus |
|  |               |

|  | Cathartesaura |
|  |               |
|  | Limaysaurus   |
|  |               |

|  | Nigersaurus   |
|  |               |
|  | Demandasaurus |
|  |               |

|  | Cathartesaura |
|  |               |
|  | Limaysaurus   |
|  |               |

|  | Nigersaurus   |
|  |               |
|  | Demandasaurus |
|  |               |

|  | Cathartesaura |
|  |               |
|  | Limaysaurus   |
|  |               |

|  | Nigersaurus   |
|  |               |
|  | Demandasaurus |
|  |               |

|  | Cathartesaura |
|  |               |
|  | Limaysaurus   |
|  |               |

|  | Nigersaurus   |
|  |               |
|  | Demandasaurus |
|  |               |

|  | Cathartesaura |
|  |               |
|  | Limaysaurus   |
|  |               |

|  | Nigersaurus   |
|  |               |
|  | Demandasaurus |
|  |               |

|  | Cathartesaura |
|  |               |
|  | Limaysaurus   |
|  |               |

|  | Nigersaurus   |
|  |               |
|  | Demandasaurus |
|  |               |

|  | Cathartesaura |
|  |               |
|  | Limaysaurus   |
|  |               |

|  | Nigersaurus   |
|  |               |
|  | Demandasaurus |
|  |               |

|  | Cathartesaura |
|  |               |
|  | Limaysaurus   |
|  |               |

|  | Nigersaurus   |
|  |               |
|  | Demandasaurus |
|  |               |

|  | Cathartesaura |
|  |               |
|  | Limaysaurus   |
|  |               |

|  | Nigersaurus   |
|  |               |
|  | Demandasaurus |
|  |               |